# 찰스 라히 천
찰스 라히 천(영어: Charles Rahi Chun, 1967년 2월 28일 ~ )은 미국의 배우이다. 뉴욕에서 태어나 솔트레이크시티에서 자랐다. 아버지는 과학자와 컨설턴트이며, 어머니는 간호사다. 그가 5세가 되었을 때, 그의 가족은 서울로 이동해 아버지는 과학 기술 연구소의 교수로 일했다. 나중에, 그는 코네티컷 칼리지에 다녔으며, 연기자로 활동하기 전에 안무가로 활동했다.